# Zastava Ujedinjenih naroda
Zastava Ujedinjenih naroda usvojena je 20. listopada 1947. Sastoji se od službenog znaka Ujedinjenih naroda u bijeloj boji na svijetlo plavoj pozadini. Znak se sastoji od azimutne ekvidistantne projekcije karte svijeta (bez Antarktike) centrirane na Sjevernom polu, okružena dvjema maslinovim grančicama. Grančice simboliziraju mir, a karta svijeta predstavlja sve ljude. Bijela i plava službene su boje Ujedinjenih naroda.
Prva verzija zastave prvi put je upotrijebljena na Konferenciji 1945., s razlikama u prikazivanju planeta Zemlje (karta u znaku bila je pomaknuta za 90°).

## Zastave izvedene iz zastave UN-a
- Zastava IAEA
- Zastava ICAO
- Zastava UNESCO
- Zastava WHO
- Zastava WMO
- Neslužbena zastava Antarktike